# Miresa habenichti
Miresa habenichti is een vlinder uit de familie slakrupsvlinders (Limacodidae). De wetenschappelijke naam van deze soort is voor het eerst geldig gepubliceerd in 1913 door Wichgraf.
De soort komt voor in tropisch Afrika.